# Eberhard Grube
Eberhard G. Grube (* 1944 in Hamburg) ist ein deutscher interventioneller Kardiologe an der Rheinischen Friedrich-Wilhelms-Universität Bonn. Er ist bekannt für seine Beiträge zur Etablierung neuer interventioneller kardiologischer Therapieverfahren wie Drug eluting stents, arterielle Verschlusssysteme oder TAVI (Klappenersatz mittels Katheterintervention).
Grube schloss sein Studium der Medizin an der Universität Bonn ab. Hier und an der University of Wisconsin absolvierte er seine Facharztausbildungen in Innerer Medizin, Kardiologie und in Angiologie. Er habilitierte an der Universität Bonn in Innerer Medizin. Von 1987 bis 2009 war Grube Chefarzt der Kardiologie am Herzzentrum Siegburg (seit 2006 Teil des Helios-Konzerns). Stand 2023 ist er am Herzzentrum Bonn Leiter des Center of Innovative Interventions in Cardiology. Er hat Gastprofessuren (Consulting Professor) an der Stanford University und an der Universität Sao Paulo inne.
Im Rahmen der Veröffentlichung der Paradise Papers kritisierten Autoren der Süddeutschen Zeitung 2018, dass Grube Anfang der 2000er Jahre umfangreiche Pakete von Aktienoptionen von Biosensors erhalten hatte, einem Hersteller von Medizinprodukten, die er während seiner Zeit in Siegburg in klinischen Studien untersuchte und überwiegend positiv bewertete. Das Vorliegen eine Interessenkonflikts wurde von Grube verneint.
Grube erhielt 2016 die Carl-Ludwig-Ehrenmedaille der Deutschen Gesellschaft für Kardiologie. Auf dem TCTAP-Kongress 2017 wurde Grube als „Master of the Masters“ geehrt.
In der Datenbank Scopus lassen sich Grube drei Profile zuordnen mit einem h-Index von 73, 16 und 2 (Stand jeweils September 2024).